# تی‌دی‌آراس-۱
تی‌دی‌آراس-۱ (انگلیسی: TDRS-1) (که با نام TDRS-A نیز شناخته می شود.) یکی از ماهواره های مخابراتی ایالات متحده آمریکا و از مجموعه ماهواره های سامانه ماهواره‌ای ردیابی و بازپخش داده‌ها بود که در سال ۱۹۸۳ میلادی توسط شاتل چلنجر و در ماموریت اس‌تی‌اس-۶ در مدار قرار گرفت.